# Caroline Abbé
Caroline Abbé est une footballeuse suisse, née le 13 janvier 1988 à Genève. Elle joue actuellement au Servette FCCF  où elle occupe le poste de défenseur. Elle a été également capitaine de l'équipe nationale suisse.

## Biographie
Caroline Abbé a grandi à Genève en Suisse. Elle est passionnée de football depuis sa petite enfance et a toujours rêvé de devenir footballeuse professionnelle. Sa maman étant d'origine italienne, Caroline était fan de l'équipe d'Italie de football et allait très souvent voir des matchs avec son papa. Elle commence sa carrière de footballeuse à l’école de foot du FC Meyrin, club de foot local à Genève, à l’âge de 5 ans dans l'équipe mixte.

## Carrière

### Clubs
Évoluant au poste de défenseur, en 2003, elle s’engage dans la section féminine du CS Chênois qui évolue en LNB. Elle joue aux Trois-Chênes durant trois saisons avec de rejoindre, en 2006, la LNA avec le club FC Yverdon Féminin avec qui elle remporte deux fois la Coupe de Suisse, en 2010 et 2011. Elle est élue meilleure joueuse suisse en 2010.
Pour la saison 2011/12, elle rejoint le SC Freiburg dont elle devient la capitaine de l'équipe dès la saison 2012/13. 
En 2014, elle signe avec le club rival, le FC Bayern München.
En 2019 après deux saisons au FC Zurich Frauen elle signe au Servette FCCF.

### Équipe nationale
Caroline Abbé commence à jouer avec l'équipe de Suisse de football féminin des moins de 19 ans en 2005. Elle participe deux fois au Championnat d'Europe de football féminin des moins de 19 ans, en 2005 et 2006.
Ses débuts au sein de l'équipe de Suisse de football féminin commencent le 26 février 2006 à Bellinzone. Depuis ce jour, elle occupe toujours le poste de défenseur au sein de l'équipe nationale. Elle est même devenue la capitaine de cette équipe.

## Palmarès
- Championnat d'Allemagne : (2)
  - Bayern Munich : 2015, 2016

- Championnat de Suisse : (3)
  - FC Zürich : 2018, 2019
  - Servette Chênois : 2021

- Coupe de Suisse : (4)
  - FC Yverdon : 2010, 2011
  - FC Zürich : 2018, 2019